# جيرفيس دروموند
جيرفيس إيرلسون دروموند جونسون (بالإسبانية: Jervis Drummond)‏ (مواليد 8 سبتمبر 1976 في ليمون، كوستاريكا) هو لاعب كرة قدم كوستاريكي دولي سابق كان يلعب كمدافع. اعتزل اللعب عام 2010 مع سابريسا. سبق له أن لعب في كأس العالم لكرة القدم مع منتخب بلاده. بدأ مسيرته الرياضية عام 1993 مع غويكوتشيا. لعب دروموند مع شقيقه في بطولة العالم للشباب لكرة القدم 1995 في قطر.

## المنتخبات الوطنية
كان أول ظهور له مع كوستاريكا في مباراة ودية أقيمت في سبتمبر 1995 ضد جامايكا.

## روابط خارجية
- جيرفيس دروموند على موقع الاتحاد الدولي (مؤرشف)  (الإنجليزية)
- جيرفيس دروموند على موقع قاعدة بيانات كرة القدم.إي يو (الإنجليزية)
- جيرفيس دروموند على موقع ناشيونال فوتبول تيمز (الإنجليزية)
- جيرفيس دروموند على موقع Soccerway.com (الإنجليزية)